# Joonas Lappalainen
Joonas Lappalainen (* 1. März 1998) ist ein finnischer Automobilrennfahrer.

## Karriere
Joonas Lappalainen begann im Kartsport seine Motorsportlaufbahn. Dort fuhr er von 2008 bis 2011 ausschließlich in finnischen Kart-Serien und 2012 zusätzlich auch in europäischen Serien. 2010 gewann er die Finnische KF6 Challenge und 2012 gewann er die CIK-FIA Karting Academy Trophy.
In den Jahren 2013 und 2014 trat er in Formel-Serien an. 2013 wurde er Vizemeister in der Finnischen Formel-Ford-Junior-Meisterschaft und Dritter in der Formel Ford NEZ. In der Saison 2014 startete er in Formel Renault-Serien. In der Formel Renault 1.6 NEZ und in der Formel Renault 1.6 Schweden gewann er die Meisterschaft.
Danach wechselte Lappalainen zum Audi Sport TT Cup, in dem er 2015 und 2016 fuhr. In seiner ersten Saison wurde er Vierter in Gesamtranking und in der zweiten Saison gewann er den Marken-Pokal. 2017 trat er mit einem Audi RS 3 LMS in der Skandinavischen Tourenwagen-Meisterschaft (STCC) an und wurde Achter in der Gesamtwertung.
In der Saison 2018 fuhr er mit einem Ligier JS P3 ein Rennen in der LMP3-Klasse der V de V Langstreckenserie und beendete es auf dem dritten Platz. 2019 ging er zusammen mit Jörg Viebahn für das Team Propeak Performance mit einem Aston Martin Vantage GT4 in der ADAC GT4 Germany an den Start.
Joonas Lappalainen bestritt mehrere Langstreckenrennen. 2017 startete er mit einem Audi R8 LMS GT4 in der SPX-Wertung und 2019 mit einem Aston Martin Vantage GT4 in der SP10-Wertung des 24-Stunden-Rennen auf dem Nürburgring. Das Rennen 2017 beendete er auf dem fünften Platz in der Klassenwertung. 2018 trat er mit dem Team Phoenix Racing in einem Rennen der 24H GT Series in einem Audi R8 LMS GT3 an.